# Ξcc-Baryon
Das Ξcc (auch Xi sub cc) ist ein Teilchen, welches zu den Baryonen zählt. Es besteht aus zwei Charm-Quarks sowie einem Up- oder einem Down-Quark. Je nach Quarkzusammensetzung handelt es sich um ein {\displaystyle \Xi _{\mathrm {cc} }^{++}} (ucc) oder um ein {\displaystyle \Xi _{\mathrm {cc} }^{+}} (dcc). Das {\displaystyle \Xi _{\mathrm {cc} }^{++}} wurde experimentell nachgewiesen; für das {\displaystyle \Xi _{\mathrm {cc} }^{+}} gibt es experimentelle Hinweise geringer Signifikanz, die noch der Bestätigung bedürfen.

## Entdeckung
Das äußerst kurzlebige {\displaystyle \Xi _{\mathrm {cc} }^{++}}-Teilchen mit ungefähr der vierfachen Protonenmasse wurde 2017 im Large Hadron Collider (LHC) nachgewiesen. Es wurde durch Protonenkollisionen erzeugt, beobachtet wurde dabei der Zerfall in Λc+ + K− + π+ + π+.
{\displaystyle \Xi _{\mathrm {cc} }^{++}} ist das erste entdeckte Baryon mit zwei schweren Quarks (charm bzw. bottom) und einem leichten Quark. Anschaulich gesprochen hat das System Ähnlichkeit zu Himmelskörpern in einem Doppelsternsystem mit einem Planeten, der beide Sterne umkreist, wobei die beiden Charm-Quarks den Sternen entsprechen und das leichte Up-Quark dem Planeten.